# Kasteel Pflixbourg
De Pflixb(o)urg of Kasteel Pflixbourg (Frans: Château du Pflixbourg) is een kasteel in de Franse gemeente Wintzenheim. Het kasteel is een beschermd historisch monument sinds 1968.